# Media-independent handover
Медиа-независимая передача (MIH) представляет собой стандарт, разработанный IEEE 802.21 для передачи IP — сессии от одной технологии доступа уровня 2 к другому, чтобы достичь мобильности устройств конечных пользователей.

## Важность
Важность MIH исходит из того факта, что разнообразный спектр технологий широкополосного беспроводного доступа, доступны также и в плане разработок, в том числе GSM, UMTS, CDMA2000, WiMAX, Mobile-Fi и WPANs. Многорежимным беспроводным устройствам, которые включают более чем один из этих беспроводных интерфейсов, требуется возможность переключаться между ними во время IP — сессии, а также устройства, такие как ноутбуки с Ethernet и беспроводными интерфейсами нужно переключаться между этими интерфейсами так же, как между проводным или беспроводным подключением.
Передача может потребоваться, например, потому что мобильное устройство испытывает ухудшение в радиосигнале, или потому, что точка доступа испытывает большую нагрузку трафика.

## Функциональные возможности
Ключевая функция, предоставляемая MIH, это связь между различными беспроводными уровнями и уровнем IP. Необходимые сообщения ретранслируются с помощью функции MIHF, который находится в стеке протоколов между уровнем 2 беспроводных технологий и IP на уровне 3. MIH может взаимодействовать с различными IP — протоколами, включая Session Initiation Protocol (SIP) для передачи сигналов, Mobile IP для управления мобильностью и DiffServ и IntServ для QoS.
Когда сессия переносится с одной точки доступа на другую, переключение обычно может быть реализовано посредством самой беспроводной технологии и без привлечения MIHF или IP. Например, VoIP звонок с телефона подключенного к Wi-Fi может взаимодействовать с другой точкой доступа Wi-Fi в той же сети, например, в корпоративной сети, с использованием стандартов Wi-Fi, таких как 802.11f и 802.11r. Однако, если передача будет направлена от точки доступа Wi-Fi в корпоративной сети к общественной точке доступа Wi-Fi, то MIH требуется, так как две точки доступа не могут взаимодействовать друг с другом на канальном уровне, и, в общем, в разных подсетях IP.
Когда сессия передана от одной беспроводной технологии к другой, MIH может помочь процессу передачи путем обмена сообщениями между технологиями доступа в Интернет и IP. Сообщение бывают трех типов:
• Уведомления о событиях передаются от нижнего уровня в стеке протоколов к более высокому уровню или между MIHF одного устройства к MIHF другого устройства. Например, «качество беспроводной линии связи ухудшается», это уведомление о событии, которое передается от беспроводного уровня к уровню MIHF.
• Команды передаются вниз по стеку протоколов или между MIHF одного устройства к MIHF другого устройства. Например, «Инициировать передачу», это команда, в которой точка доступа MIHF предоставляет MIHF мобильного устройства список альтернативных точек доступа, которые он мог бы использовать.
• Информационная служба бывает трех типов. Более высокий уровень может запросить информацию из нижнего уровня, например, MIHF может запросить информацию о производительности, такие как задержка от беспроводного уровня. Нижний уровень может запросить информацию от более высокого уровня, например, MIHF может запросить имя провайдера из IP-уровня. Один MIHF может запросить информацию из другого MIHF, например, доступ основанный на местоположении услуг.

## Реализация
MIHF, осуществляется:
• в мобильных устройствах, которые имеют более чем один беспроводной / проводной интерфейс;
• в точках доступа, которые имеют по крайней мере один беспроводной интерфейс;
• в базовом оборудовании сети, которое может не иметь беспроводной интерфейс.
Мобильные устройства и точки доступа необходимо явно реализовать MIHF, чтобы общаться стандартным образом между друг другом и между беспроводными и IP уровнями. Это позволяет им принимать свои собственные решения относительно того, стоит ли переключать и как переключить сеанс. Причиной MIHF в базовой сети оборудования, без беспроводного интерфейса это разработка «серверов передачи», которые могут делать централизованные решения о передаче сессий между несколькими точками доступа и различных технологий доступа. Такие серверы позволяют оператору беспроводной сети сбалансировать нагрузку таким образом, чтобы облегчить заторы на определенных точках доступа, а также обеспечить достаточное качество обслуживания для всех пользователей.

## Качество обслуживания (QoS)
Определённое качество обслуживания может потребоваться для ряда сетевых приложений, в частности:
• потоковые мультимедиа-приложения требуют гарантированную пропускную способность канала;
• VoIP и видеоконференция требуют небольших значений джиттера и задержки;
• ряд приложений, например, удалённая хирургия, требуют гарантированного уровня надёжности.
Важно, чтобы QoS поддерживался не только до и после передачи, но также и во время передачи, и это может быть достигнуто путем использования MIH планируя заранее. Перед тем как потребуется передача, MIHFs общаются, чтобы определить, какие точки доступа беспроводных технологий, которые находятся в пределах диапазона использовать, и что QoS доступна для них. MIH также может быть использован для предварительной аутентификации мобильного устройства с альтернативными потенциальными точками доступа и резервировать мощности до начала передачи. Например WiMAX позволяет ресурсам быть зарезервированными для сессии, прежде чем они фактически назначены на эту сессию. Когда передача становится необходимым, большая часть работы уже сделана, а сеанс может быть передан с минимальной задержкой и потерей пакетов. Входящие на мобильное устройство пакеты, которые доставляются к старой точке доступа, после передачи могут быть перенаправлены через новую точку доступа, что еще больше снижает потери пакетов.
QoS обрабатывается по-разному каждой технологией, включая как технологии беспроводного доступа, так и IP, который имеет два QoS подхода, DiffServ и IntServ . Некоторые технологии разделяют трафик на «Классы обслуживания», например, потоковое вещание, в то время как другие позволяют пользователям определять количественные параметры «QoS», например, задержка передачи. WiFi , Mobile-Fi и DiffServ используют первый подход, и , хотя они не имеют точно такие же классы обслуживания, можно сделать соответствие между ними. WiMAX и IntServ используют второй подход, параметров QoS, а UMTS использует оба подхода.
MIH может использоваться для обмена информацией о классе обслуживания и доступности параметров QoS от одной технологии беспроводной связи к другой и к уровню IP. Одним из источников такой информации является измерение производительности, сделанные с помощью беспроводного уровня, например 802.11k для WiFi и 802.16f для WiMAX.

## Пример MIH Сценарий
Для иллюстрации работы MIH, давайте рассмотрим пример игрового приложения в режиме реального времени, используя DiffServ на IP уровне, будучи переданным от Mobile-Fi к WiMAX . Работа в реальном времени использует Assured Forwarding Класса 1, AF1, DiffServ обслуживание и сервис класса 2 в режиме реального времени Interactive Mobile-Fi.
Поскольку разработка стандарта MIH еще не завершена, этот пример иллюстрирует тип функциональных возможностей, которые могут быть предоставлены, в отличие от твердой гарантии того, что станет доступным. Кроме того, стандарт определяет сообщения MIH. Использование этих сообщений в любом конкретном приложении зависит от конкретной реализации. Ниже приведен пример только для иллюстрации.
1. Мобильное устройство замечает ухудшение уровня сигнала беспроводной связи Mobile-Fi и использует службу уведомления MIH, чтобы информировать уровень MIHF в мобильном устройстве. Эта информация передается MIHF в точке доступа.
2. Точка доступа использует Сервисные команды MIH, чтобы сказать мобильному устройству начать передачу, включая список потенциальных точек доступа.
3. Мобильное устройство с помощью MIHF передает этот список своим различным беспроводным уровням и, используя информационную службу MIH, просит их, определить уровень сигнала каждой точки доступа и доложить MIHF.
4. MIHF в мобильном устройстве, определяет, что лучший уровень сигнала происходит от WiMAX точки доступа, и передает эту информацию в его IP — уровень, с помощью уведомления о событии Service.
5. DiffServ в IP уровне мобильного устройства, использует информационную службу, чтобы запросить информацию о производительности от WiMAX точки доступа. Этот запрос передается через мобильное устройство MIHF, с помощью точки доступа WiMAX MIHF, к уровню точки беспроводного доступа WiMAX.
6. Уровень WiMAX в точке доступа использует IEEE 802.16f для получения информации о производительности и сообщает, что он может запланировать сессию, используя Unsolicited Grant Service, UGS, с задержкой связи 5 мс, или на его запросы в реальном времени сервис с задержкой связи 18 мс.
7. DiffServ выбирает WiMAX UGS, и использует команду Сервис команд MIH чтобы указать мобильному устройству начать передачу. Он может также использовать протокол Mobile IP, если изменения в мобильном IP-адресе устройства требуются.

## Связанные Стандарты
Еще один стандарт, который может использоваться для передачи от одной технологии беспроводной связи к другой это UMA, Нелицензированный мобильный доступ (Unlicensed Mobile Access), который обеспечивает передачу между WiFi и GSM / GPRS / UMTS. Изначально он был разработан независимым промышленным консорциумом и был включен в стандарты 3GPP в 2005 году под названием GAN (Generic Access Network).
Еще один стандарт, представляющий интерес является 802.11u, который обеспечивает роуминг между сетями 802.11 и другими сетями, с тем чтобы услуги из одной сети могли быть доступны, когда пользователь подписывается на услуги из другой сети. Тем не менее он не обеспечивает передачу IP-сессий в процессе.